# WHQL
Windows Hardware Quality Labs testing o WHQL és un procés de proves que suposa enviar el maquinari o programari a Microsoft per a ser provat en un ampli ventall de maquinari, programari i diferents edicions de Microsoft Windows.
Els productes que passen el test WHQL poden utilitzar el logotip "Designed for Windows" (Dissenyat per a Windows), el qual certifica que el maquinari o programari té la garantia d'haver sigut provat per Microsoft i que aquest en garanteixi la compatibilitat.